# Río Lempa
Der Río Lempa ist ein ca. 422 km langer Fluss, der im Süden des Departamento Chiquimula in Guatemala aus dem Zusammenfluss mehrerer Quellbäche in einer Höhe von ca. 1000 m entspringt, das Gemeindegebiet von Esquipulas sowie den äußersten Westen von Honduras und weite Teile von El Salvador durchfließt und schließlich in den Pazifik mündet. Er ist mit 320 km Länge der längste Fluss El Salvadors.

## Einzugsgebiet
Das Einzugsgebiet des Río Lempa von ca. 17.790 km² entfällt auf Guatemala (2.457 km²), Honduras (5.251 km²) und El Salvador (10.082 km²). Die höchste Erhebung im Einzugsgebiet befindet sich in den Montañas de Honduras (ca. 2805 m).

## Stauseen
Der Río Lempa wird in El Salvador dreimal gestaut; alle Stauseen dienen der Wasserversorgung, der Stromerzeugung, dem Fischfang und der Erholung.
- Lago de Suchitlán oder Embalse del Cerrón Grande (Einweihung 1976; größter künstlicher See in El Salvador; Tiefe 10 bis 32 m; Maximalgröße ca. 135 km²; Fassungsvermögen max. 2180 Millionen m³; Höhe ü. d. M 228 bis 243 m).
- Presa 5 de noviembre (Einweihung 1954; Höhe der Staumauer 65 m, Maximalgröße 18 km²; Fassungsvermögen max. 380 Millionen m³)
- Presa 15 de septiembre (Einweihung 1983; Höhe der Staumauer 57 m; Maximalgröße 35,5 km²; Höhe ü. d. M 50 m)